# The Story of the Trapp Family Singers
The Story of the Trapp Family Singers es una novela autobiográfica de 1949 escrita por Maria Augusta von Trapp , cuya vida fue posteriormente ficcionalizada en el musical de Broadway de Rodgers y Hammerstein The Sound of Music en 1959. Posteriormente, la historia fue llevada al cine en 1965 bajo la dirección de Robert Wise y protagonizada por Julie Andrews. Dicha película fue ganadora del Premio Oscar a la Mejor Película.

## Fondo
María nunca tuvo la intención de escribir nada de su vida. Sin embargo, una amiga le rogó persistentemente que no permitiera que otros olvidaran su historia. Aunque negó tener alguna habilidad para escribir, su amiga no se desanimó y seguía preguntándole cada vez que se veían. Finalmente, un día, desesperada, María se disculpó y se fue a su habitación durante una hora a garabatear algunas páginas sobre la historia de su vida, con la esperanza de demostrar de una vez por todas que no era escritora. Sin embargo, esto demostró un talento de escritura tan natural que aceptó de mala gana terminar lo que había comenzado, y sus apuntes formaron la base del primer capítulo de sus memorias. Su libro fue un éxito de ventas. El libro fue publicado en 1949 por JB Lippincott Company de Filadelfia , Pensilvania.

## Resumen
El libro describe la vida de la familia von Trapp , desde sus inicios en Salzburgo , Austria , hasta sus aventuras en América donde escaparon de la Europa ocupada por los alemanes. La historia reflexiona sobre las tragedias familiares, las victorias y la amabilidad de los extraños que pronto se hicieron amigos de la joven familia.

## La realidad de la ficción
Aunque La Novicia Rebelde (1965) está generalmente basada en la primera sección del libro de María, hubo varias alteraciones y omisiones.
- María llegó a la familia von Trapp en 1926 como tutora de uno de los niños, María quien se recuperaba de fiebre escarlata, no como institutriz de todos los niños de la familia.

- María y Georg se casaron en 1927, 11 años antes de que la familia se marchara de Austria, no justo antes de la invasión de los Nazis de Austria.

- María no se casó con Georg von Trapp porque estaba enamorada de él. Como dice en su autobiografía, María se enamoró de los niños a primera vista, no de su padre. Cuando él le propuso matrimonio, ella no estaba segura de si debería abandonar su vocación religiosa, pero fue aconsejada por las monjas que cumpliera con la voluntad de Dios y contrajera matrimonio con Georg. “Real y verdaderamente no estaba enamorada. Lo quería, pero no lo amaba. Sin embargo, amaba a los niños, así que de cierta forma me casé con los niños… Poco a poco aprendí a amarlo mucho más de lo que he amado antes o lo que amaré después.”

- Había 10, no 7 niños von Trapp.

- Los nombres, edades y sexos de los niños fueron cambiados en la película.

- La familia apreciaba y disfrutaba de la música antes de que llegara María, pero ella sí fue quien les enseñó a cantar Madrigales.

- Georg, lejos de ser el distante y frío patriarca de la familia que desaprobaba la música, como se le muestra en la primera mitad de La Novicia Rebelde, era en realidad un padre tierno y cariñoso que disfrutaba de actividades musicales con su familia. Aunque puede ser que este cambio de carácter haya creado una mejor historia para enfatizar el papel sanador de María en los von Trapp, le causó gran angustia a su familia.

- La familia no se escapó secretamente, cargando con su equipaje e instrumentos musicales, cruzando los Alpes hacia su libertad en Suiza. Como dijo la hija María en 2003 en una entrevista en el Opera News, “Nosotros le dijimos a la gente que nos íbamos a Estados Unidos a cantar. Y no atravesamos montañas con nuestro pesado equipaje e instrumentos. Nos fuimos en tren, fingiendo nada.”

- Los von Trapp viajaron a Italia, no a Suiza. Georg nació en Zadar (ahora en Croacia), que en el momento formaba parte del imperio Austro-Húngaro. Zadar pasó a ser parte de Italia en 1920; por tanto, Georg, su esposa y sus hijos pasaron a ser ciudadanos italianos. La familia tenía un contrato con un agente de reservas estadounidense cuando salieron de Austria. Contactaron al agente desde Italia y pidieron pasajes a los Estados Unidos.

- En vez del ficticio Max Detweiler, el molesto promotor musical, el sacerdote de los von Trapps, el Reverendo Franz Wasner, fue quien actuó como su director musical durante más de 20 años.

- Aunque era una persona cariñosa y bondadosa, María no siempre era tan dulce como la María ficticia. Solía estallar en arrebatos de ira en los que gritaba, daba portazos e incluso rompía objetos. Inmediatamente recuperaba su buen humor y recuperaba sus sentimientos, mientras que otros miembros de la familia, en particular su esposo, no lo hacían tan fácilmente. En su entrevista en 2003, la pequeña María confirmó que su madrastra “tenía un terrible mal genio, y de un momento a otro no sabías qué le había pasado. Nosotros no estábamos acostumbrados a eso, pero lo tomábamos como una tormenta que pasaría porque al minuto siguiente podía volver a ser muy buena.”

## Edición
- The Story of the Trapp Family Singers, ISBN 0-385-02896-2 (Doubleday 1990).